# Mogera robusta
Mogera robusta es una especie de mamífero eulipotiflano de la familia Talpidae.

## Distribución geográfica
Se encuentra en China, Corea del Norte, Corea del Sur y Rusia.